# Who Wants to Live Forever
"Who Wants to Live Forever" (qui vol viure per sempre) és una cançó de la banda de rock britànica Queen. És la sisena pista de l'àlbum A Kind of Magic, que es va publicar el juny de 1986, i va ser escrit pel guitarrista principal Brian May per a la banda sonora de la pel·lícula Els immortals. Queen va comptar amb el suport d'una orquestra, amb orquestracions del co-compositor de la partitura de la pel·lícula, Michael Kamen. La cançó va assolir el número 24 de les llistes del Regne Unit. El 1991 es va incloure al àlbum recopilatori Greatest Hits II.
Des del seu llançament, la cançó ha estat versionada per molts artistes. Seal va interpretar una versió en directe de la cançó al Concert d'homenatge a Freddie Mercury el 1992. El 2014, els lectors de Rolling Stone la van votar com la cinquena cançó favorita de Queen.

## Gravació
La cançó s'utilitza per emmarcar les escenes de la pel·lícula on Connor MacLeod ha de suportar l'envelliment de la seva estimada esposa Heather MacLeod i morint mentre ell, com a immortal, roman per sempre jove. (Més tard es va utilitzar als episodis "The Gathering", "Revenge is Sweet", "The Hunters", "Line of Fire" i "Leader of the Pack" de la sèrie de televisió Highlander).
Brian May va escriure la cançó al seient posterior del seu cotxe després de veure un primer tall de 20 minuts de l'escena de la mort de Heather.
En la versió cinematogràfica, Freddie Mercury proporciona totes les vocals principals. A la versió de l'àlbum, May canta la veu principal del primer vers abans que Mercury es faci càrrec, i May també canta "But touch my tears with your lips" (Però toca les meves llàgrimes amb els teus llavis) mentre Mercury canta la línia de cloenda "Who waits forever anyway?" (Qui espera per sempre de tota manera?). Una versió instrumental de la cançó, titulada "Forever" (Sempre), es va incloure com a pista bonus a la versió en CD de l'àlbum. Aquesta versió només comptava amb un piano, amb acompanyament del teclat durant les seccions de cor. La pista de piano va ser enregistrada només per May. Queen va comptar amb el suport d'una orquestra, amb orquestracions del co-compositor de la partitura de la pel·lícula, Michael Kamen.

## Vídeo musical
El vídeo va ser dirigit per David Mallet i es va filmar en un magatzem (ara enderrocat) a Tobacco Wharf a East End de Londres el setembre de 1986. Va comptar amb la National Philarmonic Orchestra amb quaranta corals i centenars d'espelmes que es mantenen enceses durant tot el rodatge, així com amb Mercury amb un vestit de esmòquing. El vídeo també presenta el baix John Deacon que interpreta un contrabaix blanc, tot i que no actuava a la gravació original.
Una versió alternativa amb clips de la pel·lícula Highlander (a la qual apareix la cançó) apareix al vídeo senzill amb "A King of Magic" a l'octubre de 1986 i posteriorment com a vídeo musical ocult al DVD de la Queen Greatest Video Hits II el novembre del 2003.

## Personal
- Freddie Mercury: veu i suport
- Brian May: veu i vocals, sintetitzador, guitarra elèctrica i arranjaments orquestrals
- Roger Taylor: bateria, veu de recolzament
- Michael Kamen: arranjaments orquestrals, director d'orquestra
- Orquestra Filarmònica Nacional: cordes, llautó i percussió

## Vendes i certificacions

### Classificacions
| País                 | Millor posició |
| -------------------- | -------------- |
| Països Baixos (1992) | 7              |
| Regne Unit (1986)    | 24             |
| Itàlia (1986)        | 49             |
| Alemanya (1986)      | 52             |
| França (2018)        | 76             |

### Certificacions
| País             | Vendes   | Certificacions |
| ---------------- | -------- | -------------- |
| Itàlia (FIMI)    | 25000 +  | Or             |
| Regne Unit (BPI) | 250000 + | Plata          |

## Llegat

### Homenatges
- Seal va interpretar una versió en directe d'aquesta cançó en el concert de tribut de Freddie Mercury el 1992.[13] Va dir que la cançó el va fer plorar quan la va sentir per primera vegada.[14]
- El 12 de juny de 2016 va tancar el festival de l'Illa de Wight a Anglaterra, Queen + Adam Lambert va interpretar la cançó com a homenatge a les víctimes de la massacre en una discoteca gai a Orlando, Florida, aquell mateix dia.[15]

### Música funerària
En una enquesta del 2005 realitzada per l'estació de televisió digital Music Choice, sobre quina cançó els agradaria més als britànics en el seu funeral, la cançó va ser votada com la cinquena més popular.

## Versió de Dune
La banda alemanya Dune va llançar la seva versió de "Who Wants to Live Forever", en el seu àlbum Forever, com a single a l'octubre de 1996.
La versió de "Who Want to Live Forever" de Dune va vendre més de 500.000 còpies a Alemanya. El senzill va assolir el número 3 de les llistes de singles austríaces, el número 9 de les llistes suisses, el número 12 de les llistes neerlandeses i el número 59 de les llistes de Suècia. Va ser nominada als Premis Echo del 1997 per al senzill dance nacional de més èxit.

### Llista de pistes
1. Who Want to Live Forever (Sixtysix Radio Mix) (3:54)
2. Who Want to Live Forever (South Bound Mix) (3:58)
3. Highland Trilogy: One Day in Glencoe (4:49)
4. Highland Trilogy: Valley of Tears (4:58)
5. Highland Trilogy: In the Air, part 2 (10:29)

#### Remixes
Llançament: 4 de desembre de 1996 
1. Who Want to Live Forever (Komakino Remix) (5:32)
2. Who Want to Live Forever (Future Breeze Remix) (7:03)
3. In the Air, Part 1 (5:13)

### Vídeo musical
El videoclip de "Who Wants to Live Forever" va ser dirigit per Matt Broadley. Va ser rodat a les Terres altes d'Escòcia.

### Gràfics

#### Gràfics setmanals
| Gràfic (1996-1997)                   | Millor posició |
| ------------------------------------ | -------------- |
| Alemanya                             | 2              |
| Austria                              | 3              |
| Escòcia (Official Charts Company)    | 65             |
| Europa (Eurochart Hot 100)           | 13             |
| Holanda (Dutch Top 40)               | 9              |
| Holanda (Single Top 100)             | 12             |
| Hongria (Mahasz)                     | 8              |
| Regne Unit (Official Charts Company) | 77             |

#### Gràfics de cap d'any
| Gràfic (1996)                         | Posició |
| ------------------------------------- | ------- |
| Alemanya (Llistes oficials alemanyes) | 44      |
| Gràfic (1997)                         | Posició |
| Alemanya (Llistes oficials alemanyes) | 49      |

## Versió de Sarah Brightman
La soprano Sarah Brightman va llançar la seva versió de "Who Wants to Live Forever", al seu àlbum Timeless/Time to Say Goodbye, com a senzill el 1997. El senzill va assolir el número 45 del gràfic de senzills del Regne Unit.

### Llista de pistes

#### CD senzill
1. "Who Want to Live Forever" (versió de l'àlbum)
2. "Who Want to Live Forever" (versió de Xenomania club mix)

#### Maxi CD senzill
1. "Who Want to Live Forever"
2. "A Question of Honour"
3. "Heaven Is Here"
4. "I Loved You"

#### Vinil de 12 "
1. "Who Want to Live Forever (Trouser Enthusiasts 'Cybernetic Odalisque' Mix)"
2. "Who Want to Live Forever (Xenomania Club Mix)"
3. "Who Want to Live Forever (Xenomania Dub Mix)"
4. "Who Want to Live Forever (X-Citing Mix)"